# Elder Scrolls
The Elder Scrolls je serija računalnih igara uloga akcijskog-RPG žanra. Glavni tvorac je tvrtka Bethesda Softworks (1994. – 1998.) odnosno Bethesda Game Studios (2002.-). Elder Scrolls franšizi pripadaju sljedeći naslovi:
The Elder Scrolls: Arena (1994. godine)
The Elder Scrolls II: Daggerfall (1996. godine)
An Elder Scrolls Legend: Battlespire (1997. godine)
The Elder Scrolls Adventures: Redguard (1998. godine)
The Elder Scrolls III: Morrowind (2002. godine)
The Elder Scrolls III: Tribunal (2002. godine)
The Elder Scrolls III: Bloodmoon (2003. godine)
The Elder Scrolls Travels: Stormhold (2003.). godine)
The Elder Scrolls Travels: Dawnstar (2004.). godine)
The Elder Scrolls Travels: Shadowkey (2004.). godine)
The Elder Scrolls IV: Oblivion (2006. godine)
The Elder Scrolls IV: Knights of The Nine (2006. godine)
The Elder Scrolls IV: Shivering Isles (2007. godine)
The Elder Scrolls V: Skyrim (2011. godine)
The Elder Scrolls V: Dawnguard (2012. godine)
The Elder Scrolls V: Hearthfire (2012. godine)
The Elder Scrolls V: Dragonborn (2012. godine)
The Elder Scrolls Online (2014. godine)